# 郵購新娘
郵購新娘（英文：Mail-order bride）是指透過婚姻仲介在紙本目錄、網路、電視或其他媒介上做廣告宣傳，由男方從中挑選，並藉此出嫁的女性。這是一個帶有貶義的用語，具有冒犯性。

## 出嫁地區
一般而言，郵購新娘之中有許多是來自发展中国家，如中國、越南、印度尼西亞、蒙古國、柬埔寨、烏克蘭、菲律賓、墨西哥、印度等，他們多嫁往經濟狀況較原居住地更為發達的國家或地區，如越南、印尼等地的郵購新娘多會嫁到日本、韓國等地，而烏克蘭、菲律賓、墨西哥的郵購新娘多嫁到美國或加拿大。

## 廣告形式
在一些禁止性別歧視性質廣告的地區，郵購新娘的廣告與一般婚介所或個人的徵婚廣告沒有明顯差異，但通常會註明可以多久到外地定居，而對廣告內容沒有性別相關限制的地區，郵購新娘的廣告內容常會把她們物化，例如有「保證處女」、「三個月內娶到家」、「跑一個賠一個」等語句。

## 產生原因
在一些較發達地區，女性的學歷和收入不斷提高，不少女性已不用依靠婚姻為生活保障，擇偶條件亦相應提高，甚至選擇獨身。另一方面，不少男性受到傳統觀念影響或為了向父母交代，仍然想要娶妻生子，傳宗接代。他們當中有些人在日常生活里缺乏結交異性的機會，或難以吸引異性，交不到女朋友，又因為傳統的「男強女弱」「男尊女卑」等觀念仍然存在，造成部分男性不接受學歷、收入比自己高的女性，也不願接受個性較為獨立的女性，同時許多女性亦不願嫁給學歷、收入比自己低的男性，於是很多想結婚但找不到結婚對象的男性就去娶郵購新娘。
在發展中地區，不少人生活貧困，一些女性為了讓家人有較好的生活，亦帶著美滿愛情、婚姻、較充裕物質生活的憧憬嫁往外地。

## 存在問題
由於這種關係有著明顯的買賣婚姻性質，並且缺乏娘家支援，郵購新娘通常在家中地位較低，不少郵購新娘會受到丈夫或夫家成員的虐待，加上她們和當地文化、語言上的隔閡，常常受到歧視。
此外，由於在結婚前男女雙方通常只有幾次見面接觸的機會，彼此了解不深，婚後可能因為性格不合而出現問題，甚至離婚。

## 延伸閱讀
- 外籍配偶 (臺灣)
- 跨國婚姻
- 毒男
- 三高男
- 大齡單身女性

## 外部連結
- Migrating as a Spouse, Partner or Fiancé(e)
- Citizenship & Immigration （页面存档备份，存于）
- Legal Resource for Foreign Brides （页面存档备份，存于）
- Citizenship and Immigration Services （页面存档备份，存于）
- Online Dating Rights - containing downloads of legal documents, statutes, scientific studies and media reports on this topic （页面存档备份，存于）
- Russian Bride Survey